# Curaçao (alkohol)

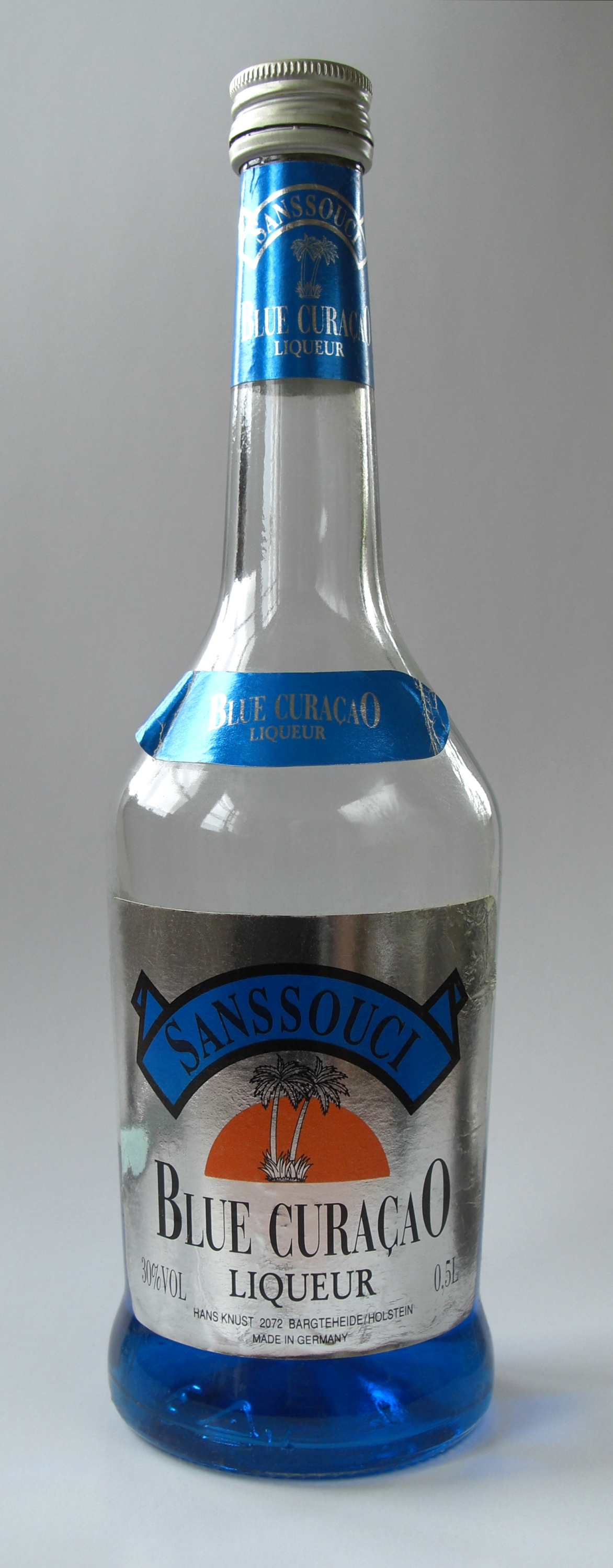
Butelka blue curaçao

Curaçao (wym. [kyraˈsaʔo]) – nazwa gatunkowa likierów wytwarzanych ze skórek gorzkich pomarańczy. Nazwa likierów pochodzi od wyspy Curaçao u wybrzeży Wenezueli. Na wyspie tej w przeszłości uprawiano gatunek gorzkiej pomarańczy.
Receptura likieru powstała w firmie Senior & Co., założonej w 1896 roku w Willemstad. Firmę założyli Edgar Senior i Chaim Mendes Chumaceiro. Likier pierwotnie nazywany był Senior Curaçao Tonic, ale stosunkowo szybko przyjęto nazwę Senior Curaçao Liqueur. Firma działa nadal, ma prawnie zastrzeżony wzór butelki, ale nie ma zastrzeżonej nazwy ani receptury likieru. Firma Senior & Co. produkuje go w wersji niebarwionej (białej) oraz w czterech barwionych sztucznie (żółtej, czerwonej, zielonej i najbardziej znanej, niebieskiej). Nie różnią się one smakiem. Produkuje też kilka odmian smakowych.
Aktualnie głównym producentem gorzkich pomarańczy jest Haiti. Curaçao można podzielić na:
- zwykłe curaçao o zawartości 30% alkoholu
- wytrawne sec lub triple sec (potrójnie wytrawne) zawierające minimum 35% alkoholu.

Charakterystyczną cechą niektórych odmian curaçao jest ich błękitna barwa (blue curaçao). Istnieją też inne barwne odmiany tego likieru: zielona, zielono-niebieska, pomarańczowa.